# Вулиця Архітектора Ніколаєва
Ву́лиця Архіте́ктора Нікола́єва — вулиця в Деснянському районі міста Києва, житловий масив Вигурівщина-Троєщина. Простягається від проспекту Червоної Калини до вулиці Оноре де Бальзака.

## Історія
Вулиця виникла у 80-ті роки XX століття під назвою Нова. Сучасна назва на честь видатного архітектора Володимира Ніколаєва — з 1983 року. Забудову вулиці було розпочато 1984 року.